# Michal Kolomazník
Michal Kolomazník (Brno, 20 luglio 1976) è un ex calciatore ceco, di ruolo attaccante.

## Palmarès

### Allenatore

#### Club
- Campionato ceco: 2

Slavia Praga: 2019-2020, 2021-2022